# جاناتان رابینسون
جاناتان رابینسون (به انگلیسی: Jonathan Robinson) سناتور سابق عضو حزب دموکرات-جمهوری‌خواه بود. وی در سال ۱۸۰۷ تا ۱۸۱۵ میلادی سناتور ایالت ورمانت در سنای ایالات متحده آمریکا بود.